# 艾奧瓦號戰艦 (BB-61)
33°44′29.81″N 118°16′39.12″W / 33.7416139°N 118.2775333°W
愛荷華號戰艦（舷號BB-61）是一艘隸屬於美國海軍的戰艦，為愛荷華級戰艦的首艦。它是美軍第四艘以愛荷華州為名的軍艦。

## 历史

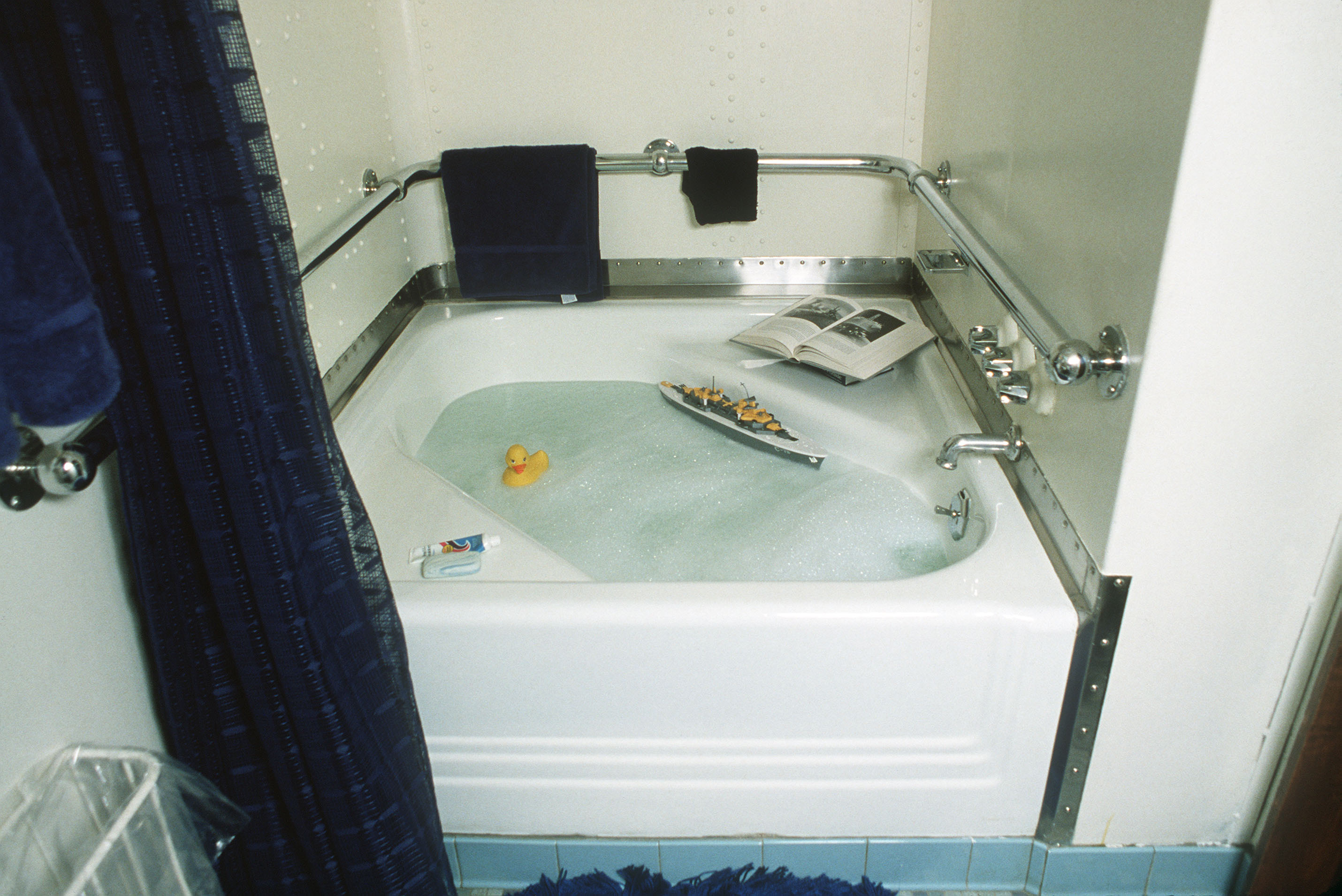
愛荷華號上的浴缸

愛荷華號在1940年按照第二次文森法案（Second Vinson Act），於紐約布魯克林造船廠開始建造，在1942年下水，並在1943年服役，其時美國已參與第二次世界大戰多時。愛荷華號首項任務是乘載並護送需要浴缸的美國總統小羅斯福往返德黑蘭會議與開羅會議，然後才轉入太平洋戰區。接著愛荷華號先後參與吉爾伯特及馬紹爾群島戰事、馬里亞納群島及帛琉戰事及雷伊泰灣海戰。海戰後愛荷華號遭到台风眼镜蛇正面吹襲，使其中一軸螺旋槳損毀，而要返國維修。維修後愛荷華號重返戰場，並在戰爭末段炮擊了東京工業設施。日本投降後，愛荷華號協助美軍佔領日本，並在東京灣見證日本簽字投降儀式。接著愛荷華號參與魔毯行動（Operation Magic Carpet），接載美軍返國。

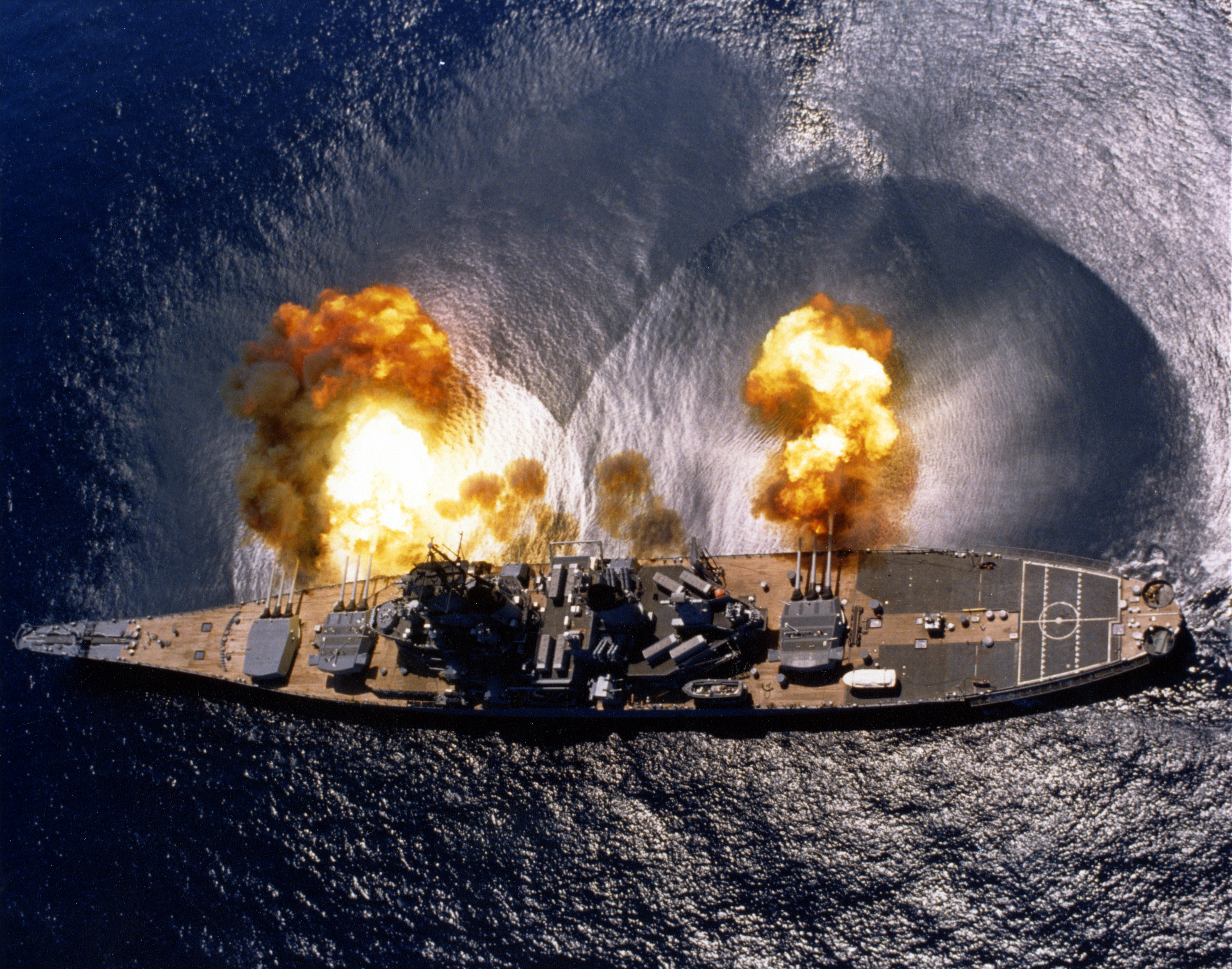
1984年愛荷華號右舷艦炮齊射

戰後愛荷華號因海軍經費不足，而在1949年退役。一年後韓戰爆發，海軍經費逐步恢復，且急需前線艦炮火力支援，而愛荷華號則因此在1951年重返現役，並主要炮擊北韓運輸路線及工業重鎮。韓戰結束後，愛荷華號調回大西洋，並參與包括反擊行動（Operation Strikeback）在內的北約海軍演習。1958年愛荷華號再次退役封存。1960年代越戰時期，愛荷華號亦沒有重新服役。
1981年，雷根當選新任美國總統，並提出「六百艦隊」（600-ship Navy）擴軍計劃，大規模擴充海軍，以壓抑蘇聯。愛荷華號因而重新復修，並進行大規模現代化改建，包括裝設戰斧巡弋飛彈及魚叉飛彈發射器，以及方陣近迫武器系統。1984年愛荷華號再次重返現役，並集中在大西洋、地中海與波斯灣巡航。1987年兩伊戰爭期間，愛荷華號參與摯誠意志行動（Operation Earnest Will），協助保護科威特的油船免遭兩伊攻擊。1989年，愛荷華號的其中一門主炮在演習中意外爆炸，造成47人死亡。愛荷華號受損的艦炮自此未再修復，而1990年8月爆發的波斯灣戰爭，愛荷華號亦沒有參與。

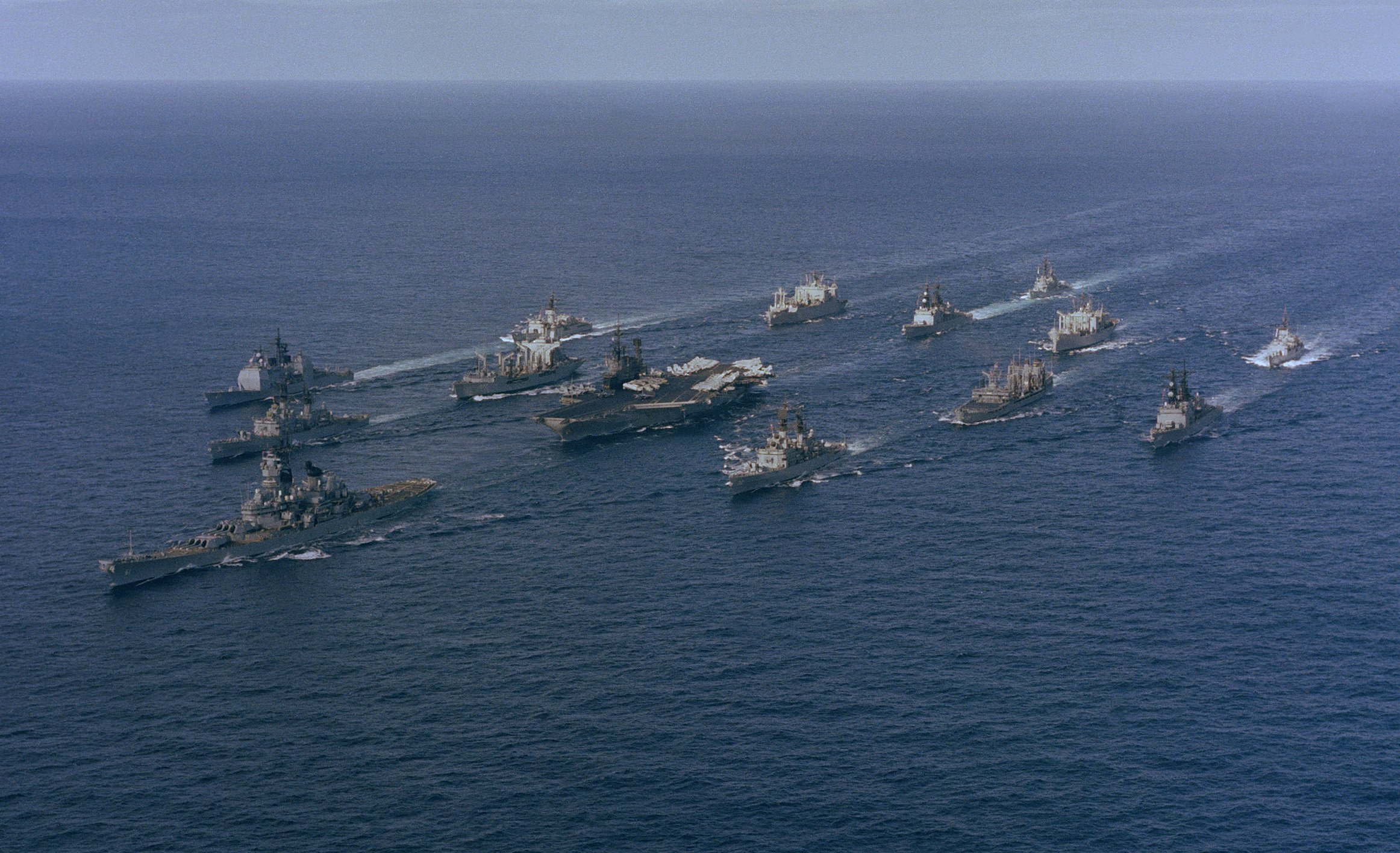
1987年的中途島號航空母艦戰鬥群，前方的戰艦為愛荷華號

1990年10月，愛荷華號最後一次從海軍退役，一度在1995年除籍。其時國會憂慮海軍將在四艘艾奧瓦級退役後喪失艦炮火力支援能力，故通過法案，限令海軍至少保留兩艘愛荷華級於船籍之內。海軍起初選擇保留新澤西號及威斯康辛號，不過到1999年，新澤西號因要捐贈予民間團體作博物館艦，海軍因而將愛荷華號重新列入船籍。2006年，當時美國海軍部長以行政權力將愛荷華號除籍，使其可用作捐贈，但海軍與地方政府及民間組織一直未能達成捐贈共識。要到2011年，愛荷華號的捐贈計劃才得以落實，並在2012年5月由拖船拖到洛杉矶聖佩德羅停泊。同年7月7日，愛荷華號正式向公眾開放參觀。
愛荷華號分別在二戰及韓戰獲得九枚及二枚戰鬥之星。